# Panell assessor en Física d'Altes Energies
El Panell Assessor en Física d'Altes Energies (HEPAP) és un comitè científic permanent de consell del Departament d'Energia dels Estats Units i de l'Acadèmia Nacional de Ciències dels Estats Units. El panell, creat el 1967 i organitzat sota l'Acta dels Comitès Assessors Federals del 1972, assessora el govern estatunidenc en temes de física de partícules.
El Panell Assessor de Prioritats en Física de Partícules, un subcomitè del HEPAP, produeix els informes periòdics que defineixen les prioritats de finançament i inversions en física de partícules als Estats Units.